# Felieton
Felieton (fr. feuilleton „zeszycik, odcinek powieści”) – gatunek publicystyczny, krótki utwór dziennikarski (prasowy, radiowy, telewizyjny) utrzymany w osobistym tonie, lekki w formie, wyrażający punkt widzenia autora. Porusza i komentuje aktualne tematy społeczne, zwracając uwagę na ujemne zjawiska w życiu codziennym. Często wykorzystuje w tym celu elementy satyry, ironii, humoru itp.
Felieton wprowadza elementy fikcji literackiej. Cechuje się jednak faktograficznością i dokumentalnością. Jego punktem wyjścia są bowiem prawdziwe wydarzenia, przetwarza konkretne fakty. Z tej perspektywy felieton znajduje się na granicy między literaturą faktu a literaturą artystyczną.
Charakterystyczne dla felietonu jest częste i sprawne „prześlizgiwanie” się po temacie. Gatunek ten został wprowadzony w XVIII wieku, w epoce dynamicznego rozwoju prasy wielkonakładowej, a dokładnie po raz pierwszy na łamach francuskiego „Le Journal des débats”. Pierwotnie był humorystycznym komentarzem do sztuk teatralnych lub wydarzeń literackich. Felieton jest zwykle umieszczany na stałej kolumnie (tzn. stronie gazety lub czasopisma – stąd po angielsku stały felietonista to columnist), zwanej kolumną felietonową. We Francji nazywano go pogawędką z czytelnikiem (causerie) lub kroniką (chronique).
Początkowo felietony publikowane były na pierwszej stronie danej gazety, pod grubą kreską (Unter dem Strich), oddzielającą je od reszty strony. Umieszczano tu bardzo różne tematycznie teksty, np. opowiadania, relacje z podróży, przeglądy literackie, dywagacje historyczne, powieści, a nawet dramaty. Produkcja ta miała głównie charakter lekki i rozrywkowy, w odróżnieniu od górnej części strony – poważnej, poświęconej polityce, ekonomii i kwestiom socjalnym. Na ziemiach polskich już w latach 60. XIX wieku wprowadzono tzw. kronikę tygodniową w formie felietonu. W Warszawie pionierem tego rodzaju tekstów był Wacław Szymanowski (teksty varsavianistyczne), we Lwowie – Jan Lam (felieton polityczny), a w Poznaniu – Marceli Motty (Listy Wojtusia z Zawad). Do aktywnych felietonistów XIX wieku należeli: Michał Bałucki, Wiktor Gomulicki, Czesław Jankowski, Klemens Szaniawski. Od tej formy wypowiedzi nie stronili też Henryk Sienkiewicz, Bolesław Prus i Aleksander Świętochowski.
Do znaczących felietonistów XX i XXI wieku zalicza się następujących literatów i dziennikarzy: Tadeusz Boy-Żeleński, Jarosław Iwaszkiewicz, Antoni Słonimski, Stefan Kisielewski, Jan Zbigniew Słojewski, Marek Skwarnicki, Krzysztof Teodor Toeplitz, Jerzy Pilch, Daniel Passent, Michał Radgowski, Michał Ogórek, Stanisław Michalkiewicz, Rafał A. Ziemkiewicz, Szymon Hołownia, Tomasz Olbratowski.
Do felietonów zaliczane są również stałe rubryki, zawierające rysunki satyryczne (tzw. felietony rysunkowe). Obecne są najczęściej w polskich tygodnikach, ale również w dziennikach. Do felietonistów rysunkowych można zaliczyć: np. Szymona Kobylińskiego – rubryka w „Polityce” w latach 1957–1990, Marka Raczkowskiego – „Polityka” i „Przekrój” czy Henryka Sawkę – rubryki „Fotoplastykon” i „Sawka czatuje” we „Wprost”.
W terminologii telewizyjnej „felieton filmowy” określa wstawkę filmową do programu, nawet niekoniecznie publicystycznego.